# Midlothian (Texas)
Midlothian is een plaats (city) in de Amerikaanse staat Texas, en valt bestuurlijk gezien onder Ellis County.

## Demografie
Bij de volkstelling in 2000 werd het aantal inwoners vastgesteld op 7480.
In 2006 is het aantal inwoners door het United States Census Bureau geschat op 14.452, een stijging van 6972 (93.2%).

## Geografie
Volgens het United States Census Bureau beslaat de plaats een oppervlakte van
98,2 km², waarvan 97,7 km² land en 0,5 km² water. Midlothian ligt op ongeveer 176 m boven zeeniveau.

## Plaatsen in de nabije omgeving
De onderstaande figuur toont nabijgelegen plaatsen in een straal van 16 km rond Midlothian.